# Walter Marshal, V conte di Pembroke
Walter Marshal, V conte di Pembroke (1199 – 24 novembre 1245), figlio di Guglielmo il Maresciallo e di Isabella di Clare, successe al fratello Gilbert Marshal, IV conte di Pembroke alla morte di questi avvenuta nel 1241..

## Biografia
Walter il Maresciallo era il quarto figlio di Guglielmo il Maresciallo e di Isabella di Clare, questa era l'unica figlia susperstite di Riccardo di Clare, II conte di Pembroke, titolo che andò a lei e poi ai suoi figli. Tutti i fratelli più anziani di Walter morirono senza figli, l'ultimo perì in una giostra il 27 giugno 1241 e lo stesso Walter assistette all'incidente che lo uccise. Tuttavia il titolo rimase vacante fino all'anno successivo, il re Enrico III d'Inghilterra aveva infatti vietato questo tipo di tornei su terra e a suo parere Walter era colpevole di aver accompagnato il fratello in un'attività proibita. Tuttavia nel 1242 il re era sufficientemente sereno da investirlo del titolo di conte di Pembroke e da farsi accompagnare dal nuovo conte in Guascogna. Nello stesso anno, ormai quarantaduenne, aveva sposato la vedova Margaret de Lacy, II contessa di Lincoln; quando il conte morì improvvisamente il 24 novembre 1245 al castello di Goodrich, era anch'egli senza figli.
Il suo titolo andò quindi al fratello più giovane, Anselmo, che tuttavia morì un mese dopo, senza figli anch'egli. La vedova di Walter ereditò quindi parte delle proprietà del marito.
Walter Marshal venne sepolto nell'abbazia di Tintern, nel Galles.